# جيسي سيسي
جيسي سيسي (بالإنجليزية: Jesse Ceci)‏ هو قائد فرقة موسيقية ‏ أمريكي، ولد في 2 فبراير 1924 في فيلادلفيا في الولايات المتحدة، وتوفي في 10 مايو 2006 بسبب ابيضاض الدم.